# Agathe Pembellot
Agathe Pembellot de son nom complet Agathe Félicie Lélo Pembellot, née le 21 mai 1942 à Pointe-Noire, et morte le 13 octobre 2016 dans la même ville, est la première femme magistrate de la République du Congo. Elle a occupé plusieurs postes à responsabilité dans la haute magistrature congolaise.

## Biographie
Agathe Pembellot est née le 21 mai 1942 à Pointe-Noire. Elle est la deuxième d'une fratrie de neuf enfants, fondée par Anaclet Pembellot (1908, Tandou Mboulou - 2003, Pointe-Noire), préposé aux P.T.T.; du clan de la maison princière des Boulolo de Vista (Loango) et de Anna Bouiti (1920, Brazzaville - 2004, Pointe-Noire), cultivatrice du clan Tchiali, élevée à Lândana (Cabinda) par la congrégation des Sœurs de Saint-Joseph de Cluny et fille aînée des six enfants Bouiti.
Les grands-parents maternels d'Agathe Pembellot sont Jacques Bouiti I (1895, Diosso - 1958, Pointe-Noire), du clan Youbi, maître-tailleur et habilleur attitré du personnel du Chemin de fer Congo-Océan (CFCO), père du docteur Jacques Bouiti (chirurgien et homme politique congolais), et Eugénie Soungou Makaya (1901, Diosso - 1985, Diosso). Tandis que ses grands-parents paternels sont Thomas Pembellot (1883 - ?), lui aussi maître-tailleur puis traducteur et Lélo Koutana (? - ?) dont elle a hérité du prénom.
Les clans de Boulolo et de Tchiali, faisaient partie des vingt-sept clans primordiaux Kongo de l'ancien Royaume de Loango. De nos jours, un des très populeux bourgs de l'arrondissement no 4 Loandjili de Pointe-Noire, la capitale économique de la République du Congo, porte encore ce nom de Tchiali, car ils en étaient les anciens propriétaires terriens.
Agathe Pembellot a été mariée à Auguste Mambou (1941, Pointe-Noire - 2015, Pointe-Noire), avec lequel elle a eu cinq enfants. Auguste Mambou a été entre autres, ancien vice-directeur national et ancien directeur régional des douanes et des droits indirects, directeur de l'Inspection générale d'État, directeur de cabinet de Mgr Ernest Kombo, président du Conseil supérieur de la République entre 1991 et 1992.

## Formation
Agathe Pembellot fréquente l’École urbaine des jeunes filles de Pointe-Noire (gérée par la congrégation religieuse des Sœurs missionnaires du Saint-Esprit, SMSP,), qu'elle quitte en 1956. Elle entreprend des études secondaires au Lycée Victor Augagneur de Pointe-Noire, en lettres classiques, où elle sera en 1965 la première Congolaise bachelière de cet établissement. Cela lui ouvre naturellement les portes du Centre d'enseignement supérieur de Brazzaville (C.E.S.B.), où elle rencontre son futur mari, également étudiant en droit.
Titulaire en 1967, du diplôme d'Études juridiques générales du C.E.S.B - qui deviendra par la suite Université de Brazzaville, puis Université Marien Ngouabi -, Agathe Pembellot se marie en août 1968 et accompagne son époux en France, à l'issue de sa troisième année de licence. Elle s'inscrit pour la quatrième année à la Faculté de droit et des sciences économiques de l'université Paris (Panthéon-Sorbonne). Licenciée en droit (ancien régime) en 1969, elle reçoit sa formation professionnelle au Centre national d’études judiciaires de Paris (École nationale de la magistrature) jusqu'en avril 1970. Entretemps, en février 1970, elle prête serment comme magistrat au Palais de Justice de Paris. Entre novembre 1969 et avril 1971, en qualité d'auditrice de justice, elle accomplit un stage au Tribunal de grande instance de Melun où elle s'intéresse plus particulièrement aux problèmes de la délinquance juvénile.

## Carrière professionnelle
Ses études supérieures terminées, Agathe Pembellot rentre dans son pays le Congo, au début de l'année 1972, afin de pallier le nombre encore insuffisant de cadres de l'époque.
Le 11 mars 1973, dans l'enceinte du Palais de Justice de Brazzaville, abrite une cérémonie qui la fait entrer dans le gotha de la magistrature. En effet, Agathe Pembellot, alors âgée de 30 ans, y prête serment en devenant la première congolaise magistrate. Cet événement suscitera des vocations et sera le prélude d'une longue lignée de femmes de droit au Congo. On citera par exemple : Henriette Diatoulou, Pauline Yoba née Djembo,,,, Jocelyne Milandou,(vice-présidente de la Cour des comptes et de la discipline budgétaire), Yvonne Kimbembe (procureur général près la Cour des comptes et de discipline budgétaire du Congo),, Achiata Mamah Djiman, (10e femme inscrite au barreau de Brazzaville), Danielle Babin (avocat à la Cour d'Appel de Paris et ancienne membre du Conseil de l'ordre des avocats de Brazzaville au Congo), Nadia Josiane Laure Macosso, Sylvie Tchignoumba, Virginie N'dessabeka, Bertille Djembo Pemba, Caddy Elisabeth Ndala, Arlette Malonga, Marie Miboula Ngatséké et Dorothée Mana.
Agathe Pembellot s'engage dans la magistrature congolaise, en tant que juge pour enfants. À ce titre, en collaboration avec les services sociaux, elle s'efforce de trouver des solutions aux problèmes de l'enfance.
Elle a également beaucoup œuvré dans l’insertion des détenus dans la société civile, une fois purgée leur peine; et ce, quelle que soit la gravité du crime ou de la sanction de la personne incarcérée.
Elle est la première femme à être admise comme membre de la Cour Suprême du Congo, la plus haute instance judiciaire
Elle a occupé les postes à responsabilité suivants dans la haute fonction publique congolaise :
- juge des enfants et juge de l'application des peines près le Tribunal de Grande instance de Brazzaville (août 1972 - octobre 1974);
- juge d'instruction (octobre 1974);
- présidente du Tribunal pour enfants de Brazzaville ;
- présidente du Tribunal de Grande Instance de Brazzaville[note 5] en remplacement d'Émmanuel Alihonou (27 novembre 1975 -  1976);
- conseillère à la cour d'Appel;
- présidente de la Cour d'Appel de Brazzaville en 1976 ;
- membre du Conseil supérieur de la Magistrature (octobre 1981 - octobre 1983);
- conseillère à la justice, à l'éducation surveillée des enfants et à la resocialisation ( - 1er juillet 1987) - auprès du ministre de la justice Dieudonné Kimbembé[21],[22],[23] (1944-2005) entre 1984 et 1989 ;
- membre de la Cour Suprême du Congo[note 6] (1er juillet 1987 - 23 août 1999);
- présidente de la Chambre sociale de la Cour Suprême du Congo jusqu'en 1993[24] ;
- inspectrice générale adjointe des Juridictions et des services judiciaires du Ministère de la Justice[note 7] (23 août 1999 - juin 2007);
- intervenante à l’École nationale de l'administration et de la magistrature (ENAM) de Brazzaville.

Agathe Pembellot a côtoyé dans sa carrière d'illustres confrères essentiellement masculins, comme Charles Assemekang (1926, Souanké - ?) ancien Président de la Cour suprême du Congo, Placide Lenga (1939, Louengo - 2019, Johannesbourg),, procureur Général à la retraite et ancien Premier Président de la Cour suprême, Isaac Locko (1932 - 2017), ancien Président de la chambre administrative et financière de la Cour Suprême, Emmanuel Alihonou (1942), Louis Zoubabéla (1944, Mbanza-Ndounga - 2009, Paris)  homme politique ancien membre de la Cour suprême, Germain Vincent Nzouala (? - 2003) ancien Doyen des juges d'instruction, Jean-François Tchibinda Kouangou (1943, Mpoumbou) ancien magistrat et ancien ministre de la justice et garde des sceaux, Gaston Mabouana Alexis Gabou,,(1936, Brazzaville - 2018, Saint-Ouen-l'Aumône) ancien magistrat et homme politique, François Bigemi, président du Tribunal de Grande instance de Pointe-Noire, Thomas Dhellot, membre de la Cour constitutionnelle et Raphaël Miyoulou, président du Tribunal de Grande instance de Dolisie puis de Pointe-Noire.
La carrière d'Agathe Pembellot, s'est entièrement déroulée dans la capitale politique, Brazzaville. Elle a pris sa retraite en 2007 avec le grade de magistrat hors échelon.

## Publications
Mambou-Pembellot, Agathe 1985 « La preuve des crimes de sorcellerie devant le juge pénal congolais », Revue juridique et politique, 1-2 (janvier-mars) : p. 124-128,,,,,.

## Membre d'organismes suivants
Agathe Pembellot a été affiliée aux organismes suivantes :
- ancienne trésorière de la section congolaise de l'IDEF[40] (Institut international de droit d’expression et d’inspiration françaises) ;
- membre de la FIFCJ (Fédération internationale des femmes des carrières juridiques) ;
- association des Femmes juristes du Congo (AFJC);
- présidente de la Commission nationale de l'enfance.